# Bukowiec (gromada w powiecie świeckim)
Bukowiec – dawna gromada, czyli najmniejsza jednostka podziału terytorialnego Polskiej Rzeczypospolitej Ludowej w latach 1954–1972.
Gromady, z gromadzkimi radami narodowymi (GRN) jako organami władzy najniższego stopnia na wsi, funkcjonowały od reformy reorganizującej administrację wiejską przeprowadzonej jesienią 1954 do momentu ich zniesienia z dniem 1 stycznia 1973, tym samym wypierając organizację gminną w latach 1954–1972.
Gromadę Bukowiec z siedzibą GRN w Bukowcu utworzono – jako jedną z 8759 gromad na obszarze Polski – w powiecie świeckim w woj. bydgoskim, na mocy uchwały nr 24/12 WRN w Bydgoszczy z dnia 5 października 1954. W skład jednostki weszły obszary dotychczasowych gromad Krupocin, Bukowiec, Bramka, Branica i Franciszkowo ze zniesionej gminy Bukowiec w tymże powiecie. Dla gromady ustalono 23 członków gromadzkiej rady narodowej.
31 grudnia 1959 do gromady Bukowiec włączono obszary zniesionych gromad Korytowo (bez wsi Łaszewo) i Różanna w tymże powiecie.
1 stycznia 1969 do gromady Bukowiec włączono sołectwa Plewno i Przysiersk ze zniesionej gromady Przysiersk w tymże powiecie.
Gromada przetrwała do końca 1972 roku, czyli do kolejnej reformy gminnej. 1 stycznia 1973 w powiecie świeckim reaktywowano gminę Bukowiec.